# Cadência (audiovisual)
Cadência (português brasileiro) ou taxa de fotogramas (português europeu) (em inglês frame rate), em audiovisual, é a medida do número de imagens ou quadros individuais que um determinado dispositivo óptico ou eletrônico processa e exibe por unidade de tempo. Em cinema, cada uma destas imagens é chamada de fotograma, e a cadência é medida em fotogramas por segundo (fps) ou quadros por segundo (qps). Em vídeo e demais mídias eletrônicas, as imagens individuais são chamadas de frames, e a medida da cadência é em frames por segundo (fps).
O termo se aplica igualmente em computação gráfica e sistemas de captura de movimento ("motion capture"). Nestes casos, utiliza-se a unidade de medida Hertz ("Hz" ou oscilações por segundo), o que é coerente com o Sistema Internacional de Unidades, mas pode provocar confusão com a frequência de transmissão dos sinais eletrônicos necessários para gerar as imagens, que também é medida em Hertz.

## Cadência e varredura
Em cinema, a cadência de projeção padrão, desde 1929, foi fixada em 24 qps. Mas, no período do cinema mudo, a maioria dos filmes era rodado com cadências entre 16 e 20 qps.
Em vídeo, os principais sistemas existentes lidam com cadências entre 25 fps (PAL e SECAM) e 30 fps (NTSC, que na realidade trabalha a 29.97 fps).
No entanto, estes sistemas de vídeo foram desenvolvidos com varredura entrelaçada, o que significa que cada uma das imagens não é formada por inteiro na tela, e sim metade de cada vez - primeiro as linhas ímpares, depois as linhas pares, ou o contrário. Para diferenciar os padrões entrelaçados dos sistemas de varredura progressiva mais recentes, passou-se a designar a cadência do PAL/SECAM como 50i e a do NTSC como 60i, sendo "i" a abreviatura para "interlaced" (entrelaçado, em inglês). As cadências progressivas de alguns sistemas de vídeo digital passaram a ser designadas como 30p, 25p, etc. E do cinema, que sempre lidou com imagens construídas por inteiro na tela (portanto de forma "progressiva"), passou-se a dizer que sua cadência é 24p.

## Cadências padrão
- 60i é a cadência padrão de campos ("fields", em inglês) por segundo do sistema NTSC, seja esta imagem proveniente de um sinal de televisão, de um videofonograma (VHS ou DVD) ou de uma câmara de vídeo: 30 quadros por segundo, no sistema de varredura entrelaçada, correspondem a 60 campos, ou 60 "meias imagens", cada uma delas formada pelas linhas ímpares ou pares de uma imagem inteira. Na verdade, desde 1952, quando o NTSC se tornou um padrão de vídeo a cores, a cadência de 30 frames por segundo (ou 60 campos) foi reduzida em 0,1%, para 29,97 fps (59,94 campos), a fim de evitar interferência entre as ondas portadoras de chroma (informação de cor) e de som.

- 50i (50 campos = 25 frames) é a cadência padrão de campos por segundo dos sistemas de televisão europeus PAL e SECAM.

- 30p, ou 30 frames progressivos, é um formato não entrelaçado que produz imagens de vídeo a 30 frames por segundo. Na década de 1950, o sistema Todd-AO, de cinema em tela larga, utilizou a cadência de 30 fps. Mesmo antes disso, já nos anos 1940, alguns comerciais para televisão foram rodados com esta cadência, em câmaras de cinema com velocidade alterada. Mas este método só se tornou mais comum nos anos 1980, para a produção de videoclipes. Sistemas progressivos de vídeo a 30 fps buscam simular a captura de imagens inteiras, quadro a quadro, de uma câmara de cinema, dando mais clareza ao movimento de objetos e uma "aparência cinematográfica".

- 24p (ou 24 fps) é a cadência padrão do cinema desde 1929, tanto na filmagem quanto na projeção. Esta cadência é hoje largamente utilizada por produções rodadas em vídeo que mais tarde transferem o sinal eletrônico para película, permitindo sua exibição em salas de cinema. Mesmo produções para televisão ou outras mídias eletrônicas às vezes utilizam a cadência de 24p em busca da tal "aparência cinematográfica" ("film look", em inglês). Quando transferido para vídeo NTSC, a cadência na verdade é reduzida para 23,976 fps. Se tiver que ser exibido na TV européia (sistemas PAL e SECAM), o vídeo terá sua cadência aumentada para 25 fps.

- 25p é uma cadência derivada do sistema de vídeo PAL/SECAM, cujo padrão é o 50i. Apesar de capturar apenas a metade do número de imagens, o sistema 25p apresenta o dobro da resolução vertical, o que significa vantagem para registrar objetos em movimento. Além disso, é mais apropriado para monitores eletrônicos de exibição progressiva (como televisores LCD, monitores de computador e projetores de vídeo), embora não o seja para televisores tradicionais de tubo, que formam a imagem na tela com entrelaçamento. Assim como o 24p, o 25p também é utilizado muitas vezes apenas em busca do tal "film look".

- 50p e 60p são cadências progressivas utilizadas, por enquanto, apenas em sistemas HDTV de alto grau de acabamento. Embora não façam parte dos padrões ATSC e DVB, que definem as normas técnicas para exibição de TV de alta definição nos Estados Unidos e na Europa, ambos estão ganhando terreno nas áreas de conversores e gravadores de vídeo.

- 72p é atualmente a cadência de um formato progressivo experimental, testado por empresas como a Snell & Wilcox, a partir de testes de recepção indicando que o espectador talvez seja mais sensibilizado pelo aumento da cadência do que pelo incremento no número de linhas de cada imagem.[2] 72 fps foi também a cadência que o diretor de fotografia e diretor de efeitos especiais Douglas Trumbull mediu como sendo a de maior impacto emocional, nas pesquisas que o levaram ao desenvolvimento do formato Showscan, nos anos 1970.[3] A cadência máxima permitida pelos arquivos WMV, da Microsoft, é justamente 72p.

- Cadências ainda maiores (de até 300 fps) foram testadas pelo departamento de pesquisa da BBC, para utilização em eventos esportivos e outras transmissões especiais. O relatório WHP 169 da mesma BBC[4] sugere que imagens geradas a 300 fps podem ser convertidas para transmissões de 50 ou 60 Hz sem perdas significativas.

## Cadência de exibição e cadência de captação
Existe uma diferença entre a cadência de exibição (ou de projeção), padronizada para cada sistema, e a cadência de captação (ou de filmagem). Na maioria dos casos, um produto audiovisual deve ter suas imagens captadas na mesma cadência em que ele vai ser reproduzido.
O cinema desde os seus primórdios utiliza eventualmente imagens captadas a cadências maiores que o padrão para provocar o efeito de "slow motion". Por exemplo: um plano de filme que tenha sido rodado a 48 fps, ao ser exibido na cadência padrão de 24 fps, apresentará movimentos duas vezes mais lentos que os originais. No Brasil, este efeito tornou-se conhecido como "câmara lenta", o que é um equívoco, já que para produzi-lo precisa-se de uma câmara mais rápida do que 24 fps. O efeito contrário, chamado de "fast motion" é obtido rodando a câmara a uma velocidade inferior à cadência normal. Por exemplo: imagens filmadas a 8 qps mostrarão, na tela (a 24 qps), movimentos 3 vezes mais rápidos que o normal.